# Habrophorula nubilipennis
Habrophorula nubilipennis är en biart som först beskrevs av Cockerell 1930.  Habrophorula nubilipennis ingår i släktet Habrophorula och familjen långtungebin. Inga underarter finns listade i Catalogue of Life.